# Hipparchia cretica
Hipparchia cretica är en fjärilsart som beskrevs av Hans Rebel 1916. Hipparchia cretica ingår i släktet Hipparchia och familjen praktfjärilar. IUCN kategoriserar arten globalt som livskraftig. Inga underarter finns listade i Catalogue of Life.